# خوليو سيزار بلانكو
خوليو سيزار بلانكو (بالإسبانية: Julio César Blanco)‏ هو دراج فنزويلي، ولد في 4 يوليو 1976.

## وصلات خارجية
- خوليو سيزار بلانكو على موقع أرشيف الدراجات (الإنجليزية)
- خوليو سيزار بلانكو على موقع إحصائيات الدراجات الإحترافية (الإنجليزية)